# Ecclesiam suam
Ecclesiam suam – pierwsza encyklika Pawła VI ogłoszona 6 sierpnia 1964 r. o drogach, którymi Kościół katolicki powinien kroczyć w dobie obecnej przy pełnieniu swej misji. Ecclesiam suam określana jest jako „encyklika dialogu”. Treść tej encykliki znalazła swoje odzwierciedlenie w dokumentach Soboru watykańskiego II w tym m.in. Nostra aetate.  
Do Ecclesiam suam odwołał się również papież Jan Paweł II w swojej encyklice Redemptor hominis.  